# Back numberのオールナイトニッポン
『back numberのオールナイトニッポン』（バックナンバーのオールナイトニッポン）は、ニッポン放送で2014年4月1日から2017年3月28日まで放送されていたラジオ番組である。パーソナリティはback numberの清水依与吏、小島和也、栗原寿。

## 概要
この番組はback numberのメンバー3人が「日常の些細な事」や「恋愛の葛藤」に「日々の憂鬱」を「妄想と暴走の間」を行ったり来たりしながらトークを繰り広げる。
2014年3月7日にパーソナリティになることが発表された。ニッポン放送は「10代男性リスナーが多い中、日頃、深夜放送をあまり聞かない20代女性にも聞いてほしいと起用しました」と起用の理由を説明している。
オールナイトニッポンのチーフディレクター・宗岡芳樹は「特番を3回やった時、特に10代でback numberの曲とトークを初めて聴いたリスナーからの反響が非常に大きかったのが大きな起用理由。ラジオ好きな3人の素の喋りと曲とのギャップも楽しんでもらえれば。」と語っている。
ボーカル兼ギターの清水依与吏は「まさか『back numberのオールナイトニッポン』と毎週言える日々が来るとは。純粋にすごいなぁと思います。」とした上で「毎週生なので緊張するとは思いますが、取り繕わずに、ありのままの、いつもの僕らで放送していけたら、と思っています」と抱負を述べている。その後、2014年3月25日に行われた、オールナイトニッポン新パーソナリティ記者会見で、清水は「憧れの番組なので嬉しい。僕らラジオがすごく好き。楽曲作りやライブのように楽しんでやりたい。最初の3回くらいは緊張して一つも面白くないと思うけど、2回目の2時台くらいから面白くなるようにしたい。（自分たちの歌は）失恋の歌も多いので、そういう心に傷を持った方が聴いた時に明るくなってもらえるよう、曲と合わせて励ましあっていきたい。」と述べている。
2017年3月1日（2月28日深夜）の放送分で、2017年3月29日（3月28日深夜）に番組が終了することが明らかにされた。これについては、ボーカルの清水が、「もっともっといいback numberを聴かせるために、自分たちで決めました」と話したうえで「普通に考えたらすごくバンドの状況もいいですし、恵まれた環境でやっているんですけども、ある意味俺はバンドにとって今がピンチだと思っていて。ある程度いろんな人が聴いてくれているという自覚が芽生えてしまったので、今までやってきたことをそのままやったら、古いものになってホントの“back number”になってしまう。自分たちのままで新しいback numberになるために、今のままじゃいけない。もっと音楽に費やさなきゃいけないんじゃないかと思った」とも語った。
こうして、2017年3月29日（3月28日深夜）に最終回を迎え、この最終回の後半に、メンバーが最後の挨拶を行い、栗原が「3年間ありがとうございました。自分の生活の一部だったので、それがなくなるのは悲しいですけれども、これからそのパワーを、音楽で、ドラムで返していきますので、これからも長い付き合い、よろしくお願いします!」と語ると、小島が「ラジオという環境の中でみなさんと繋がれたのは本当にありがたかったし、自分はしゃべらないほうだったので、こういう形でしゃべるというのが、すごく不思議な感じでしたけど、みなさんのおかげで3年間続けることが出来ました」と語った。そして、最後に清水が「星野源が火曜日に移るということで、僕らのことも気遣っていろいろ言ってくれましたけど、全然関係なく面白いラジオをやられてると思うんで、安心して去れるなと思ってます」と話し、「僕らは今後も頑張るので、これからも『星野源のオールナイトニッポン』と『WANIMAのオールナイトニッポン0(ZERO)』をごひいきに宜しくお願いします。ここまでのお相手はback numberでした。3年間、ありがとうございました。またどこかで!」と発して、その後、番組の最後の2分間は、これまでのこの番組の名場面が放送されて、3年間の番組の歴史に終止符が打たれた。
翌週の『星野源のオールナイトニッポン』火曜日移動後第1回目の放送で、星野は1曲目にback numberの楽曲から「花束」を選曲した。
2017年12月19日、シングル「瞬き」のリリースを記念し、一夜限りの復活を果たすことが決定。番組内では3人が新曲に込めた思いを語ったほか、3年間続いたレギュラー放送時の人気コーナーであった「トレジャー・オブ・ディスティニー」、「いよりんの星占い」、「いゃお！」を行った。
2024年9月12日、『ニッポン放送70周年記念 オールナイトニッポン MUSIC WEEK 2024』の一環として一夜限りの復活を果たす。放送前日にリリースされたシングル『新しい恋人達に』についてのトーク、バイマメンの曲紹介のほか、レギュラーコーナー「いよりんの星占い」「back calendar」、小島による何の曲をベースで弾いているかを当てる「ピッキングクイズ」などのコーナーを行った。

## 放送時間
- 火曜 25:00 - 27:00（全国36局ネット）

## ジングル
※2014年放送開始のころ
- Goo Goo Dolls - Smash
- Goo Goo Dolls - BigMachine
- The Treatment -

Get The Party On
- ジル - 恋におちてfeat.小林明子

## コーナー

### 現在のコーナー
それゆけバイマメン！
メンバーの小島和也と栗原寿がフリートークを強化するために、レポートをしながらふれあいをするコーナー。毎週、番組側かリスナーからの指令によって、小島か栗原のどちらか1人がロケをして、フリートークのネタを仕入れるものである。バイマメンとは、清水が「小島と栗原の2人が良く連絡をとっていることから「マメだよね」」「『マメ』な人が二人いるから『二倍マメ』＝バイマメだねと」「あ、バイマメってキャラクターにしたら面白そうじゃね？ 『バイマメン！！』ってどう!?」という風に、すべて勝手に決めたものである。毎回のレポートで良かった人には、1バイマメンをプレゼント。先に10バイマメン（途中から1万バイマメンに変更）溜まったほうが、晴れて卒業。残った方は補習で、ポイントが貯まるまで継続する。バイマメンオリジナル曲大発表会の放送後、しばらく放送されていなかったが、2015年よりシーズン2として再始動し、桜ソングを制作。2015年12月に行われた公開録音で初ライブを敢行。その際に新曲制作が決まり、現在シーズン3が進行中である。2016年2月16日に通算5曲目となるバレンタインソングを発表。その直後、清水により引き続き失恋ソングの制作が決定した。2016年7月19日の放送で、大原櫻子・DAIGOと共に番組で制作したラブソングをリスナーに作ってもらい、プロデュースする企画がスタートした。清水曰く「リスナーに丸投げ」。
back calendar
リスナーから何年前かの「思い出の記憶」というのを送ってもらい、それに合ったback numberの曲を流すもの。
愛より恋よりボクいより(いよりんの星占い)
清水のコーナーがないんじゃないんかということでできた、清水による1人しゃべりのコーナー。清水が“いよりん”というアイドルという設定でリスナーから星占いを募集し、紹介する。2015年10月頃からは、星占いのみのコーナーとなっている。清水曰く「改変の波に呑まれた」とのこと。小島と栗原は星占いのゲストという形で参加する。コーナー始めは「きょんばんりーん」、コーナー終わりは「バイバいより〜」が定番の挨拶となっている。
トレジャー・オブ・ディスティニー
小島和也のTwitterのフォロワー(約19万人)を突き動かすコーナー。毎週あるテーマについて、メンバーがそれぞれ回答をし、小島を支持する人は主張・意見を述べたツイートにリツイートを、清水を支持する人はFAXを、栗原を支持する人はメールを送り、時間内で最も票を集めた人の勝ち。2016年4月26日の放送で新コーナーとして発表された。2016年8月9日より清水を支持する人はハガキでも可能になった。ただし、テーマを予想して当てる事が条件としている。
いよログ
清水が昔書いていたブログ「ブロンソンの夜」。その「おっぱい」の記事のような、小ボケ、小ネタ、清水らしい言い回しを散りばめられた文章を書くコーナー。
いゃお！
ラジオブース内のプロレスラー栗邑選手が興奮した時に発する「いゃお！」を使った文章を送ってもらうコーナー

### 過去のコーナー
妖怪Saaaaan！
もともとはテーマメールだったが、正式にコーナーとなった。リスナーの身の周りにいる「妖怪（特徴的な人や変わった人など）」を報告してもらうコーナー。「back number自身が妖怪なんじゃないか」ということで、2014年8月19日の放送をもって終了。
ヒガンデルタール人！
アルバム『ラブストーリー』にも収録されている「ネタンデルタール人」は「いろいろ妬んでる人の歌」だが、その仲間である「ヒガンデルタール人」の“声”をリスナーに考えてもらう。2014年9月23日の放送をもって終了。
人生雑談！
リスナーから募った人生相談を、メンバーが雑談していくコーナー。
でぎだーーーーー！！
料理が得意な栗原が実践する“料理ができるまでの3つのプロセス”を送ってもらうコーナー。2015年4月14日の放送で新コーナーとして発表された。「全然たらこおにぎりができない」ということで、2015年4月28日の放送をもって終了。
もみスト！！
もみあげ近辺がゴチャゴチャしている栗原のもみあげが思わず「シュッ」とストレートになる一言を送ってきてもらうコーナー。2015年4月14日の放送で新コーナーとして発表された。栗原がストレートパーマを当ててきたということで、2015年6月16日の放送をもって終了。
上毛バクナンかるた！！
back numberの地元である群馬県は『上毛かるた』が有名であるが、それにならい恋の「切ないエピソード」をリスナーから募り、それをかるたにしていく。すべての読み札が揃ったということで、2015年6月30日の放送をもって終了した。完成したかるたはグッズ化、販売された。
よろしくツイート和也
平熱でお堅いANN告知ツイートをする小島に代わり、番組内容が気になるような、聴きたくなるような予告ツイートを考えるコーナー。2014年9月23日の放送で新コーナーとして発表された。小島とスタッフのよろしく性（方向性）の違いということで、2015年8月11日の放送をもって終了した。
僕らの8cmシングルリクエスト
『バクナンかるた』に送られたメールからスピンアウトさせてコーナー化した。“8cmシングル・ドンピシャ世代”の3人が、リスナーから送られてきたCDを手に取ってトークするコーナー。
作詞家・栗原先生
半端ではないセンスを持つ作詞家・栗原先生から作詞のセンスを学んでいくコーナー。2014年9月30日の放送で新コーナーとして発表された。2016年3月29日の放送回に1回限り復活した。
クイズ正解は一週間後
誰にも読めない行動を取る男・栗原に一週間の間にあることをしてもらい、結果や感想などをクイズにして出題するコーナー。2015年6月16日の放送で新コーナーとして発表された。
ガードマンひさし！
かつて、アルバイトでガードマンをしていた栗原が「警備中に無線で報告してきたこと」を送ってもらうコーナー。2015年4月14日の放送で新コーナーとして発表された。2015年9月15日の放送をもって終了した。
大クイズマスター王・寿
大クイズマスター王の栗原がリスナーが送ったクイズに絶対に正解するコーナー。小島がリスナーが送った問題を読み、栗原が答え、清水が答えにフォロー的なコメントをするのがおきまり。「クイズ正解は一週間後」で、正解が出ないということで、2015年7月8日の放送で新コーナーとして発表された。2016年4月26日の放送をもって終了した。
こじまかずやの
「小島の冠コーナー」を考えるコーナー。2015年7月8日の放送で新コーナーとして発表された。2016年4月26日の放送をもって終了した。

### 特別企画
第1回ミスがしわたちゃんコンテスト
シングル「わたがし」のジャケットのモデル、通称「がしわたちゃん」のように"綿菓子"や"浴衣"が似合う夏の女子ナンバーワンを決めようという企画。2014年9月9日の放送をもって決定、終了した。
ベーシストKAZUYAのピピピピッキングクイズーーーーーーーー！！
小島にある曲のベースを奏でてもらいそれをみんなで当てる、というナインティナイン岡村隆史のオールナイトニッポンでのコーナー「DJ TAKASHIのスクラッチクイズ！」のオマージュ企画。2016年3月29日放送分(第100回)に1回限りの復活した。

## 主なゲスト・特別放送
| 放送回  | 出演日         | ゲスト                                                    | 備考 |
| ------- | -------------- | --------------------------------------------------------- | --- |
| 第4回   | 2014年4月22日  | 松村邦洋                                                  | |
| 第8回   | 2014年5月20日  | 島田昌典                                                  | |
| 第11回  | 2014年6月10日  | パンサー                                                  | |
| 第16回  | 2014年7月15日  |                                                           | 高松でのライブのため録音放送、「世田谷ラブストーリー」のアコースティック生演奏の放送                                                                       |
| 第22回  | 2014年8月26日  | パンサー                                                  | |
| 第26回  | 2014年9月23日  |                                                           | 大阪でのライブのため録音放送、ゲスト：初代ミスがしわたちゃん、バイマメンオリジナル曲大発表会の放送                                                         |
| 第29回  | 2014年10月21日 | 大原櫻子                                                  | 扁桃腺が腫れたため栗原が欠席 |
| 第34回  | 2014年11月18日 | でんぱ組.inc                                              | |
| 第37回  | 2014年12月9日  | NON STYLE                                                 | |
| 第40回  | 2014年12月30日 |                                                           | 喉の炎症のため清水欠席。特別コーナー「俺達の8cm紅白歌合戦」「コジトーーーク」「クリトーーーク」を実施。                                                    |
| 第41回  | 2015年1月13日  | 寺岡呼人                                                  | |
| 第46回  | 2015年2月17日  | 岡村隆史、槇原敬之、広瀬すず（3人とも録音したものを放送） | 岡村は当時ナインティナイン岡村隆史のオールナイトニッポンを担当していた。                                                                                   |
| 第47回  | 2015年2月24日  | 大竹しのぶ                                                | |
| 第50回  | 2015年3月17日  | 吉井和哉                                                  | |
| 第54回  | 2015年4月21日  | 岡村隆史（ナインティナイン、録音したものを放送）          | |
| 第55回  | 2015年4月28日  | ホリエアツシ（ストレイテナー）                            | |
| 第61回  | 2015年6月9日   | ハリセンボン                                              | |
| 第71回  | 2015年8月25日  | 近藤春菜、中田敦彦、多部未華子（録音したものを放送）      | |
| 第79回  | 2015年10月20日 | とにかく明るい安村、石原さとみ（録音したものを放送）      | |
| 第80回  | 2015年10月27日 | ファンキー加藤                                            | |
| 第81回  | 2015年11月3日  | 三四郎（エンディングのみ出演）                            | |
| 第83回  | 2015年11月17日 | aiko                                                      | |
| 第84回  | 2015年11月24日 | あゆみくりかまき                                          | |
| 第86回  | 2015年12月8日  |                                                           | 番組初の公開録音の様子を放送。 |
| 第87回  | 2015年12月15日 | 高橋優、小沢一敬                                          | |
| 第89回  | 2016年1月5日   |                                                           | 年末年始の関係上、録音放送。 |
| 第91回  | 2016年1月19日  | KANA-BOON                                                 | |
| 第95回  | 2016年2月16日  | aiko                                                      | |
| 第97回  | 2016年3月1日   | 吉澤嘉代子                                                | |
| 第100回 | 2016年3月29日  |                                                           | 喉の治療のため清水が欠席。しかしRN「もうちょっと痩せたい」でメールで参加した。いよりんの星占いの代わりに特別コーナー「栗寿子のスターダスト星占い」を実施。 |
| 第103回 | 2016年4月19日  | ふなっしー                                                | |
| 第106回 | 2016年5月10日  | ホリエアツシ                                              | |
| 第110回 | 2016年6月7日   | 大原櫻子                                                  | |
| 第111回 | 2016年6月14日  | DAIGO                                                     | |
| 第112回 | 2016年6月21日  | 高橋優                                                    | |
| 第113回 | 2016年6月28日  | 田邊駿一                                                  | |
| 第117回 | 2016年8月2日   | WANIMA                                                    | |
| 第120回 | 2016年8月23日  | 奥田民生（ユニコーン）、ABEDON（録音したものを放送）      | |
| 第121回 | 2016年8月30日  | 嶋佐和也（ニューヨーク）                                  | |
| 第122回 | 2016年9月6日   | 尾崎世界観（クリープハイプ）                              | |
| 第128回 | 2016年10月18日 | 山下健二郎（三代目 J Soul Brothers）                      | |
| 第137回 | 2017年1月3日   | 嶋佐和也(ニューヨーク)                                    | 年末年始の関係上、録音放送。 |
| 第143回 | 2017年2月14日  | 山本浩司(タイムマシーン3号)                               | |
| 第144回 | 2017年2月21日  | 鬼龍院翔（ゴールデンボンバー）                            | |
| 第147回 | 2017年3月14日  | ゆず                                                      | |

## 代理番組
最初から特別番組として放送されるケースと、春休み、夏休み、正月休み、ライブの準備で休む時に代役として起用されるケースがある。
- 2015年1月6日：乃木坂46
- 2015年3月31日：山崎裕太
- 2015年7月14日、2016年7月5日：DREAMS COME TRUE
- 2015年12月29日：オールナイトニッポン ぶっとおしライブ LIVE FOR ONAIR2015（MC:三四郎・Suck a Stew Dry・カラーボトル・hotal light hill's band・GLIM SPANKY・カラスは真っ白）
- 2016年3月15日：吉岡聖恵(いきものがかり)
- 2016年12月6日：くりぃむしちゅー
- 2016年12月13日：横山健

## レギュラー放送開始前の出演回
- 2012年3月16日：金曜R
- 2012年11月3日：土曜R
- 2013年1月3日：木曜（ナインティナインの代行）
- 2013年6月22日：土曜R

## レギュラー放送終了後の出演回
- 2017年12月19日：火曜1部（星野源の代行）
- 2024年9月11日：水曜1部（「オールナイトニッポン MUSIC WEEK」の一環並びに乃木坂46の代行）

## スタッフ
- ディレクター：石井玄
- 構成：宮澤一彰
- サブ作家：畠山健　元「ナインティナインのオールナイトニッポン」のハガキ職人であり、作家も担当している。
- ミキサー：寺本
- AD：小林あみか

### 過去のスタッフ
- ディレクター 加川峻 （2014年4月1日〜2016年3月29日:単発含む）「ナインティナインのオールナイトニッポン（第1期、終盤）」→「ナインティナイン岡村隆史のオールナイトニッポン」と「オールナイトニッポンサタデースペシャル 大倉くんと高橋くん」のADを担当していた。